# Cazaci de pe Amur

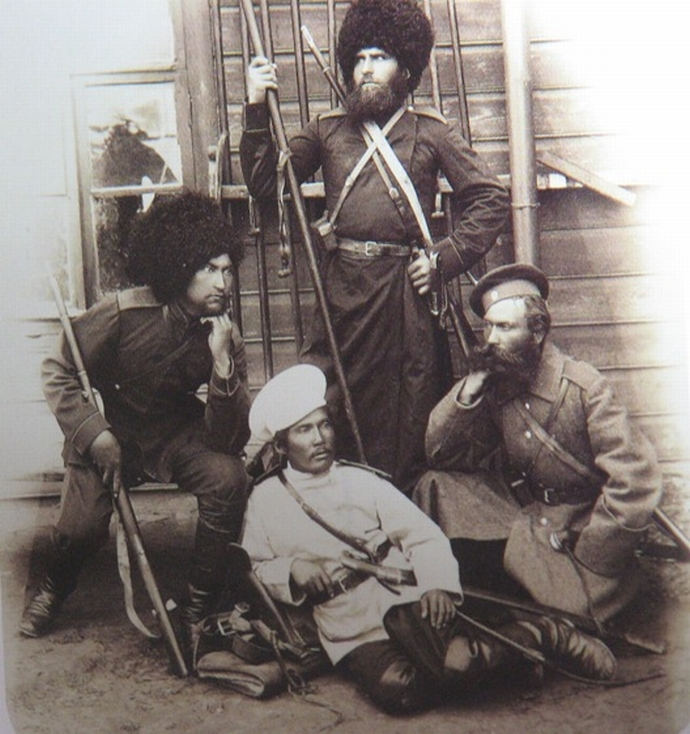
Armura.

Armata cazacilor de pe Amur (în limba rusă: Амурское казачье войско), a fost o armată căzăcească creată pe la mijlocul secolului al XIX-lea în regiunea  Primorie, pe râul Amur, cu cazaci relocați din ținutul Transbaikal și cu mineri din  regiunea Nercinsk.
Această relocare a început în 1854. Prima staniță, Habarovskaia, a fost creată în 1858. În 1860 a fost emis ukazul pentruînființarea Armatei cazacilor de pe Amur. La început, Armata era subordonată guvernatorului militar al regiunilor Amur și Primorie. După 1879, avea să fie doar în subordinea guvernatorului regiunii Amur. Mai târziu, Armata cazacilor de pe Amur a trecut în subordinea guvernatorului general al regiunii Amur, care era în același timp și comandantul regiunii militarea a regiunii Amur. Guvernatorul general avea să devină în timp atamanul cazacilor de pe Amur și a celor de pe Ussuri. Cartierul general al Armatei cazacilor de pe Amur a fost orașul Blagoveșcensk.  
Armatei cazacilor de pe Amur a avut ca misiune  patrularea regiunii dintre râurile Amur Ussuri. (În 1889 a fost creată o armată separată a cazacilor de pe Ussuri care să patruleze în regiunea aceasta). Cazacii de pe Amur au asigurat personalul navigant pentru flotila de Amur și Ussuri, creată în 1897. Armata avea în proprietate 5,8 milioane de desiatina de pământ (64.000 km²). Pupulația căzăcească de pe Amur era de aproximativ 49.200 de oameni, care locuiau în 120 de așezări. În timpuri de pace, Armata cazacilor de pe Amur mobiliza un regiment de cavalerie (4 sotnii) și un platon de gardă, iar, pe timp de război, 2 regimente de cavalerie și un pluton de gardă, cinci sotnii cu destinație speciale, una de gardă și un batalion de artilerie, (în total 3.600 de oameni). 
Armata cazacilor de pe Amur a luat parte la înăbușirea Răscoalei boxerilor din China, la Războiul ruso-japonez din 
1904-1905 și la Primul Război Mondial. În timpul războiului civi, un număr important de cazaci de pe Amur au luptat în  rândurile Armatei Roșii.